# ČT :D
A ČT :D (vagy Česká televize :D; Déčko; magyarul: CsT :D vagy Cseh Televízió :D; Dé „betű“) hatodik cseh televíziós csatorna, amelyet a Česká televize (ČT) birtokol és üzemeltet. A csatorna 2013. augusztus 31-én kezdett közvetíteni. Tematikailag hasonlít a magyar M2-hez.
A csatorna elérhető a földi DVB-T szabványban SD-ben, DVB-T2 szabványban HD-ben és SD-ben, valamint műholdas sugárzásban SD felbontásban.

## Sorozatok
- Dzsungelriportok: A mentőakció
- Kung Fu Panda – A rendkívüliség legendája
- Szófia hercegnő